# Lago Salvatn
El Lago Salvatn (en noruego: Salvatnet) es un lago en los municipios de Fosnes y Nærøy en el condado de Trøndelag, en Noruega. Con una profundidad máxima de 464 metros, es el segundo lago más profundo de Noruega y Europa, después del Hornindalsvatnet. Fuentes alternativas le dan una profundidad, ya sea de 464 metros o 482 metros en el punto más profundo. El lago se encuentra muy cerca del mar, a cerca de 9 metros sobre el nivel del mar en la superficie y llega hasta una profundidad de 455 metros bajo el nivel del mar. Es un lago muy grande con una superficie de 44,77 kilómetros cuadrados, un volumen de 6,87 kilómetros cúbicos, y una línea de costa que es 105,61 kilómetros aproximadamente.
Salvatnet es un lago Meromíctico, lo que significa que el agua está permanentemente estratificada, a menudo sin oxígeno en las profundidades más bajas (aguas abajo) debido al gradiente de densidad y la falta de volumen. Un lago de esta clase a menudo conserva registros de su pasado geológico.